# Maeshowe

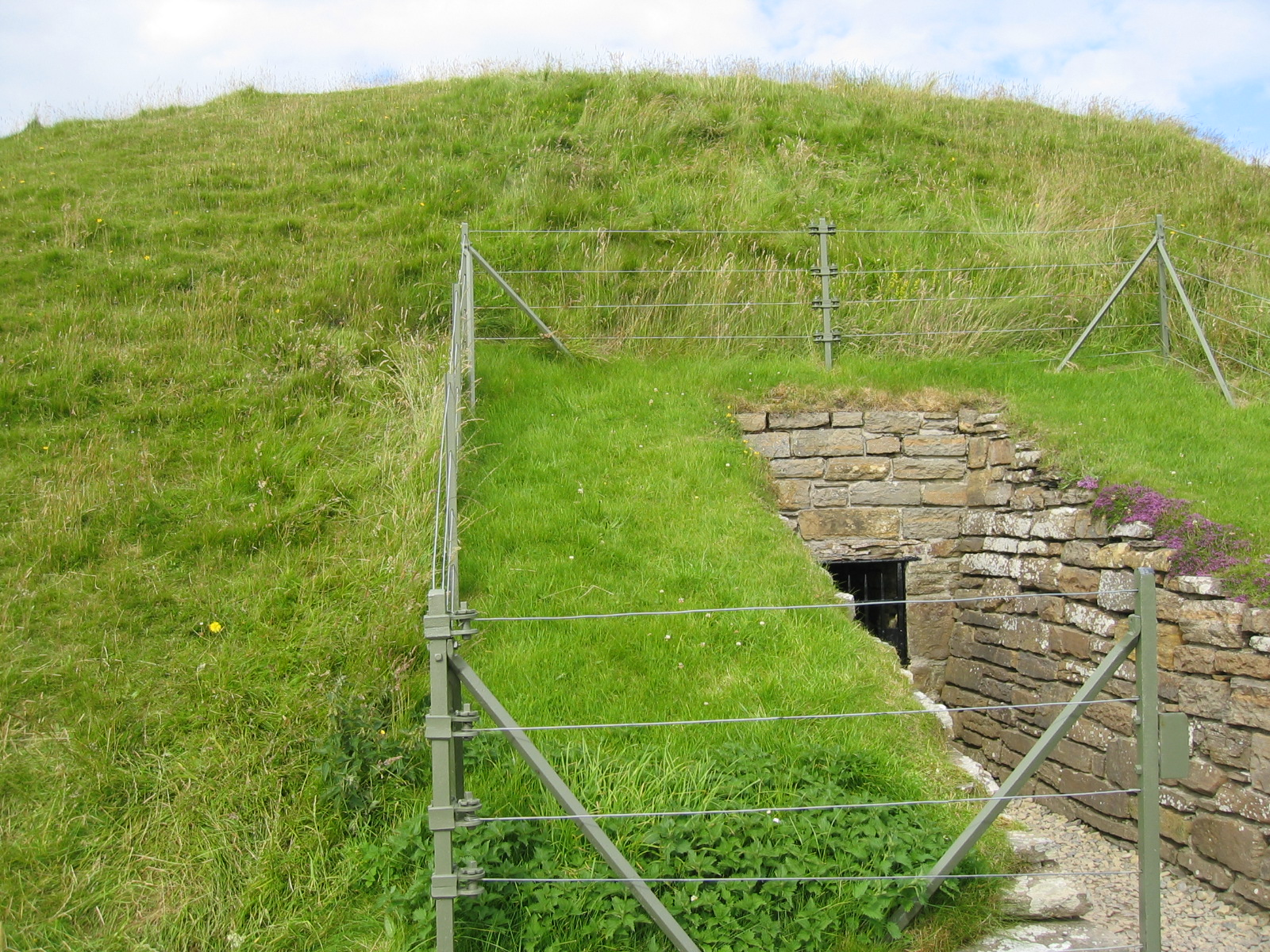
Entrata di Maeshowe

Maeshowe (o Maes Howe) è un complesso di tombe neolitiche situate in Scozia, sulle isole Orcadi. I monumenti che si trovano attorno a Meashowe, compresa Skara Brae, sono state elencate tra i Patrimoni dell'umanità dell'UNESCO nel 1999. Deve il suo nome al tipo delle camere mortuarie, che non ha nulla in comune con le altre situate nelle Orcadi o in altri luoghi. Il sito è composto da 30 tonnellate di arenaria, ed è uno dei luoghi sepolcrali più grandi delle Orcadi. Il posizionamento delle tombe è fatto in modo che la camera centrale sia illuminata durante il solstizio d'inverno.
Venne in origine costruito dalle popolazioni neolitiche e si trova vicino ad altri luoghi simili ed altrettanto interessanti che, probabilmente, sono contemporanei.
Come descritto nella Saga degli uomini delle Orcadi Maeshowe venne saccheggiata dai vichinghi (Earl Harald Maddadarson e Rognvald Eysteinsson) attorno al dodicesimo secolo. I vichinghi lasciarono, passando, una serie di incisioni rupestri runiche sulle mura in pietra dei tumuli che usarono come rifugio. Sono state ritrovate oltre 30 inscrizioni, la collezione più ricca del mondo.
Il tetto è sorretto da mensole e venne distrutto nel 1861 da archeologi troppo entusiasti, che scartarono anche molto materiale ritrovato, tra cui alcuni artefatti. In generale causarono danni relativamente poco gravi, ed il sito presenta tuttora numerose caratteristiche uniche all'interno dell'arcipelago britannico.

## Toponimia
L'origine del nome Maeshowe non è sicura. Mentre la seconda parte (howe) deriva quasi sicuramente dall'antico norreno haugr, che indica una collinetta per uso funerario, sono state avanzate nel tempo numerose ipotesi sull'origine della prima parte, maes.
Queste teorie comprendono:
- Origini celtiche. Il termine gallese 'Maes' significa 'campo' o 'area'; normalmente il termine meas veniva seguito da un aggettivo, ad esempio 'Maes teg' indicava un prato. 'Maeshowe' potrebbe quindi significare 'campo di colline funerarie', o 'area che circonda le tombe'. A causa dei pochi elementi pre-norreni sopravvissuti questa teoria non riscuote molto successo.
- Un nome di persona. 'Maeshowe' potrebbe semplicemente essere una deformazione di 'Tormis' Howe', ovvero la tomba di qualcuno chiamato Tormis.
- Antico termine norreno per 'The Maiden's Tomb', 'la tomba della vergine. In questo caso il termine originario sarebbe meyjarhaugr.
- Antico termine norreno per 'The Great Tomb', ovvero 'la grande tomba'. In questo caso sarebbe mestrhaugr. È interessante notare che Maeshowe viene chiamato Orkahaugr nella Saga degli uomini delle Orcadi. La prima parte del nome, orka, significa il potere della grandezza.